# Office of Naval Intelligence

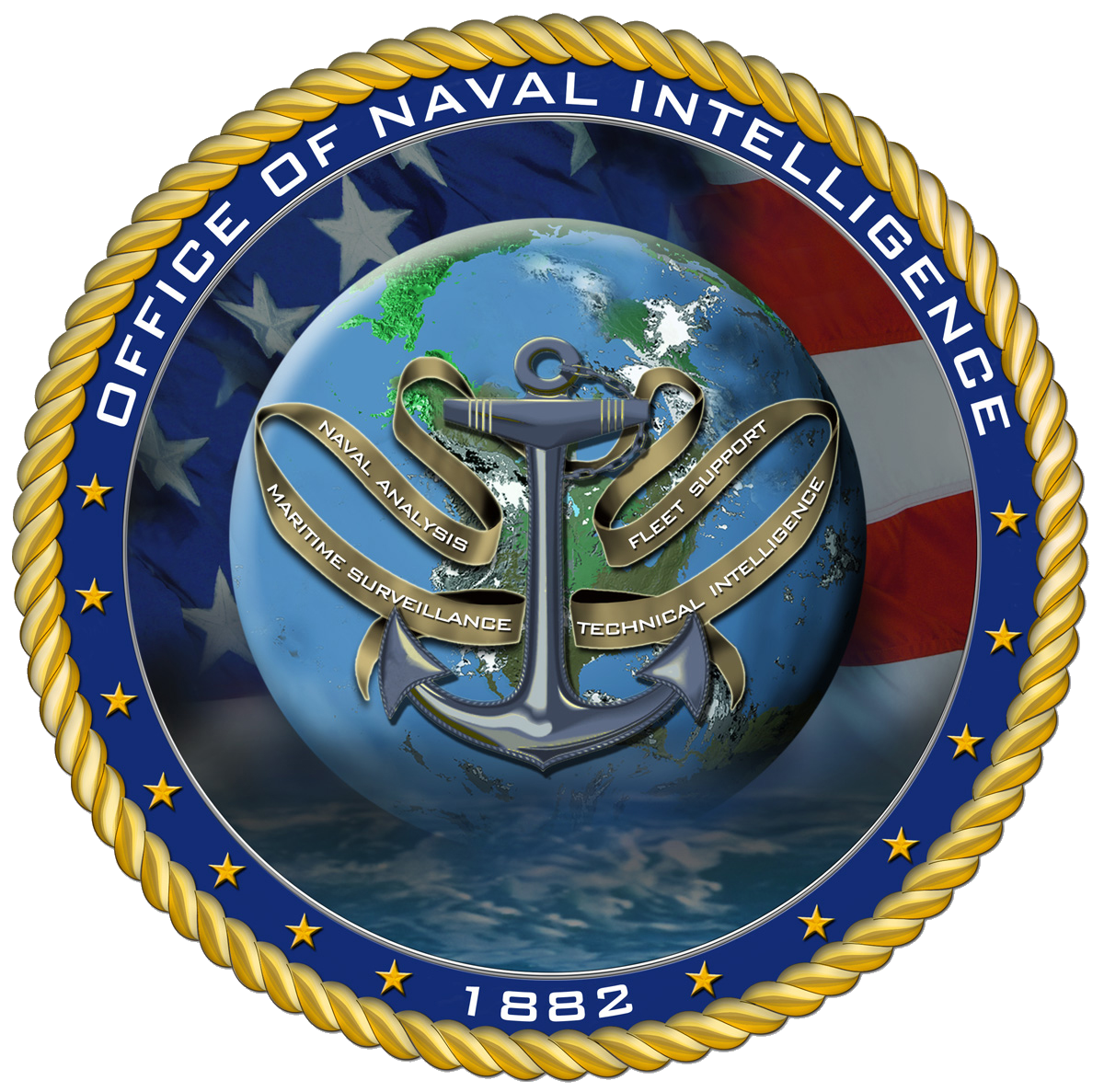
Sigill.

Office of Naval Intelligence (ONI) är underrättelsetjänsten för USA:s flotta. Den grundades 1882, är fortfarande verksam och räknas som landets äldsta kontinuerliga underrättelsetjänst.

## Bakgrund och roll
Dess uppgifter var från början att bevaka andra länders flottor och det är en uppgift som kvarstår. ONI:s roll blev central för första gången i samband med det Spansk-amerikanska kriget som bröt ut 1898. ONI har sitt högkvarter vid National Maritime Intelligence-Integration Office i Suitland, Prince George's County i Maryland sydost om Washington, D.C. och har 3 000 anställda runt om i världen. ONI är flottans representant i USA:s underrättelsegemenskap.
Inom ONI finns följande centra:
- Nimitz Operational Intelligence Center
- Farragut Technical Analysis Center
- Kennedy Irregular Warfare Center
- Hopper Information Services Center

### Program
- Unidentified Aerial Phenomenon Task Force (UAPTF)[2][3]